# الحسن العباسي
الحسن العباسي (مواليد 13 أبريل 1984) عداء مسافات طويلة بحريني الجنسية مغربي المولد متخصص في سباقات 10000 متر. حقق الميدالية الذهبية في سباق 10000 متر في دورة الألعاب الآسيوية 2014 وبطولة آسيا لألعاب القوى 2015. أفضل رقم قياسي شخصي هو 27:32.96 دقيقة.

## المسيرة الرياضية
شارك العباسي في البداية في سباقات المسافات المتوسطة ولكنه قرر تغيير تخصصه إلى سباقات المسافات الطويلة ليحقق أول نجاحاته. في أول ظهور له حقق رقم قياسي شخصي قدره 62:53 دقيقة في نصف ماراثون مراكش 2011. في أول سباق خارجي في شهر فبراير استطاع بشكل مفاجيء الفوز ببطولة عبر أوروبا لاختراق الضاحية. حل رابعا في سباق 10000 متر في بطولة كوريدا دي لانغو الفرنسي. شارك في ثلاث سباقات نصف الماراثون حيث صعد على منصة التتويج حسب التالي: حل وصيفا في بطولة زفوله ثم حطم الرقم القياسي بزمن قدره 61:13 دقيقة مما أهله لاحتلال المركز الثالث في بطولة روت فين ثم بزمن قدره أقل من 62 دقيقة حقق الفوز في بطولة تشوهاي في الصين في ديسمبر. في موسم عام 2012 فشل في صعود منصة التتويج في بطولة نصف ماراثون يانغتشو وحل رابعا في فيلادلفيا وهو أفضل مركز حققه في هذا العام. ومع ذلك حطم الرقم القياسي البحريني في سباق 10000 متر بزمن قدره 28:12.40 دقيقة.
وضع العباسي نفسه في قائمة نخبة العالم في عام 2013. في يناير حطم الرقم القياسي في سباق نصف ماراثون مراكش بزمن قدره 61:09 دقيقة. حقق إنجاز العمر عندما فاز ببطولة أوتاوا 10000 متر الكندي بزمن قدره 27:37 دقيقة متفوقا على الكيني غيورفي موتاي محتلا المركز السادس عالميا. بعد أسبوع فاز ببطولة الدار البيضاء 10000 متر المغربية بزمن قدره أقل من 28 دقيقة.
قرر الهجرة من المغرب إلى البحرين في أغسطس 2013. أصبح مؤهلا للتنافس باسم البحرين في يوليو 2014. في عام 2014 حقق رقمين قياسيين وهما: الأول بزمن قدره 13:33.95 دقيقة في سباق 5000 متر في بطولة ملتقى محمد السادس الدولي لألعاب القوى والثاني 27:32.96 دقيقة في سباق 10000 متر في بريفونتين كلاسيك. في نهاية العام احتل المركز الحادي عشر على مستوى العالم وثاني أسرع عداء غير كيني بعد بطل العالم الأمريكي[ ؟ ] جالن راب. في دورة الألعاب الآسيوية 2014 تغلب على الياباني سوجورو أوساكو ليحقق ذهبية سباق 10000 متر لتحافظ البحرين على هيمنتها على هذا السباق للبطولة الثالثة على التوالي.

## الإنجازات المهمة
| العام | البطولة                   | الملعب                 | المركز | السباق     | الزمن          |
| ----- | ------------------------- | ---------------------- | ------ | ---------- | -------------- |
| 2014  | دورة الألعاب الآسيوية     | إنتشون, كوريا الجنوبية | 1      | 10000 متر  |                |
| 2015  | بطولة آسيا لألعاب القوى   | ووهان, الصين           | 1      | 10,000 متر |                |
| 2015  | بطولة العالم لألعاب القوى | بكين, الصين            | 12     | 10,000 متر | 28:12.57 دقيقة |

## الأرقام الشخصية
- 1500 متر – 3:49.2 دقيقة (2009)
- 3000 متر – 8:15.05 دقيقة (2009)
- 5000 متر – 13:33.95 دقيقة (2014)
- 10000 متر – 27:32.96 دقيقة (2014)
- 10 كيلو متر – 27:37 دقيقة (2013)
- نصف الماراثون – 61:09 دقيقة (2013)

## روابط خارجية
- الحسن العباسي على موقع الاتحاد الدولي لألعاب القوى (الإنجليزية)
- الحسن العباسي على موقع الدوري الماسي (الإنجليزية)
- الحسن العباسي على موقع أوليمبيديا (الإنجليزية)